# Alekos Aleku
Alekos Aleku (ur. 13 grudnia 1983 w Limassolu) – piłkarz cypryjski, grający na pozycji napastnika. Od 2017 roku występuje w AO Ajia Napa. Wcześniej grał w takich klubach jak: Aris Limassol, Iraklis Saloniki, Ethnikos Achna, APOP Kinyras Peyias, AEK Larnaka, Nea Salamina Famagusta, Soproni VSE, Aris Limassol, PAO Krusonas, Anagenisi Janitsa, FC Jazz, AO Chania, PS Barito Putera, KTP i FK Poprad.
Trzykrotnie zagrał w reprezentacji Cypru. Zadebiutował w niej w 2005 roku.